# Ian Harding

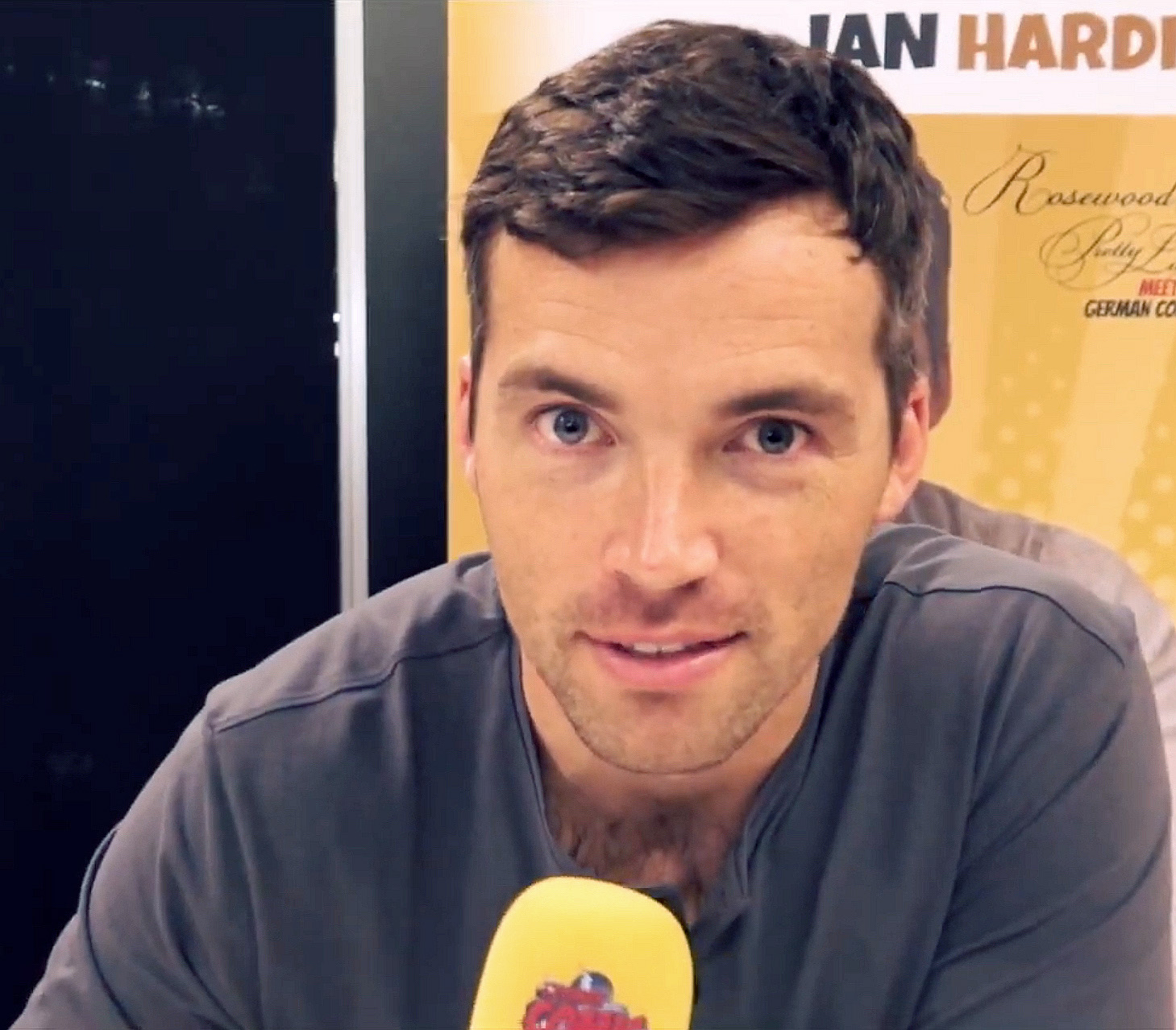
Ian Harding, 2020

Ian Michael Harding (* 16. September 1986 in Heidelberg, Deutschland) ist ein US-amerikanischer Schauspieler.

## Leben und Karriere
Ian Harding wurde in Heidelberg als Sohn einer Militärfamilie geboren, die wenige Jahre später nach Virginia zog. Mit der Schauspielerei hat  Harding in der High School angefangen und studierte es später an der Carnegie Mellon University.
Sein Filmdebüt gab Harding 2009 in Adventureland. Von 2010 bis 2017 verkörperte er die Rolle des Ezra Fitz in der Serie Pretty Little Liars. Im Jahr 2019 spielt er in der vierten und fünften Staffel der Serie Chicago Med die Rolle von Phillip Davis. 

## Filmografie (Auswahl)
Filme
- 2007: Groom with a View (Kurzfilm)
- 2009: Adventureland
- 2009: Deadtime Stories
- 2010: Love and other Drugs – Nebenwirkung inklusive
- 2011: Deadtime Stories 2
- 2012: Christmas Without You (Kurzfilm)
- 2012: I'm Not a DJ (Fernsehfilm)
- 2013: Business Card on the Rocks (Kurzfilm)
- 2014: Immediately Afterlife (Kurzfilm)
- 2015: Minimum Wage (Kurzfilm)
- 2015: Addiction: A 60's Love Story
- 2016: Pale Blue (Kurzfilm)
- 2016: Super Novas
- 2016: The Black Eyed Peas (Kurzvideo, als sich selbst)
- 2017: People You May Know
- 2017: Thin Ice (Fernsehfilm)
- 2018: Office Uprising
- 2018: Are You Still Singing (Kurzfilm)
- 2018: No Apologies (Kurzfilm)
- 2019: Le Mans 66 – Gegen jede Chance
- 2020: Good People (Fernsehfilm)
- 2022: The Hater
- 2024: Our Little Secret

Fernsehserien
- 2010: Navy CIS: L.A. (Fernsehserie, Episode 1x15)
- 2010: Hollywood is like High School with Money (6 Episoden)
- 2010–2017: Pretty Little Liars (124 Episoden, Staffel 1–7)
- 2012: Punk’d (Fernsehserie, Folge Lucy Hale)
- 2016: Break: The Musical (Miniserie, 1 Episode)
- 2017: Flip the Script (Miniserie, 1 Episode)
- 2019: Chicago Med (Fernsehserie, 11 Episoden, Staffel 4)5
- 2020: Kipo und die Welt der Wundermonster (Stimme)
- 2021: Magnum P.I. (1 Episode)

## Auszeichnungen und Nominierungen
Teen Choice Awards
- 2010: Auszeichnung in der Kategorie Choice Summer TV Star – Male für Pretty Little Liars
- 2011: Auszeichnung in der Kategorie Choice Summer TV Star – Male für Pretty Little Liars
- 2012: Auszeichnung in der Kategorie Choice TV Actor: Drama für Pretty Little Liars[2]
- 2013: Auszeichnung in der Kategorie Choice TV Actor: Drama für Ian Harding
- 2014: Auszeichnung in der Kategorie Choice TV Actor: Drama für Ian Harding

Youth Rock Awards
- 2011: Nominierung in der Kategorie Rockin’ Actor (TV) für Pretty Little Liars[3]